# 樊楫
樊楫（？—1288年），元朝军事人物。
樊楫是冠州（今山东省聊城市冠县）人。他最早是军吏，跟随参政阿里海牙攻打南宋的鄂州、江陵，有功，以行省命为都事。南宋灭亡后被征召入朝，任命为员外郎。后跟随阿里海牙攻下广西，升官为郎中。他还参加了崖山海战，战后，进封参议行中书省事、同知湖南宣慰司事。
至元二十一年，被提拔为佥荆湖占城行中书省事，跟随阿里海牙攻打安南，无功而返。二十四年，元世祖再度下令攻打安南时，任命他为行中书省参知政事。当时元朝陆军兵分两路，镇南王脱欢与右丞程鹏飞分别攻打永平和女儿关，樊楫则与参知政事乌马儿一起带领水军入海，与安南战船在安邦口遭遇，斩首四千余级、俘虏百余人，到万劫山与脱欢会合。十二月攻打安南首都昇龍，陈日烜逃入海中。
安南人把粮食全部藏起来逃跑，而督运粮草的元将张文虎一直不来，安南暑气又重，元军被迫撤军。樊楫与乌马儿沿水路撤退，在白藤江遭到安南军队的伏击而大败，全军覆没。《元史·樊楫传》称他被乱箭射伤，最后力战而死。《大越史记全书》则称他被安南将军杜衡俘虏，与乌马儿等人一起被献俘于陈太宗的昭陵；后来在遣返回国的途中遭遇兴道王陈国峻的谋害，将船凿沉而被溺死。
至顺元年，赠推忠宣力效节功臣、资德大夫、江浙行省右丞、上党郡公，谥忠定。

## 延伸阅读
[在维基数据编辑]
 《元史·卷166》，出自宋濂《元史》
 《新元史/卷180》，出自柯劭忞《新元史》